# Cotisant solidaire
Un cotisant solidaire, est en France une personne physique exerçant le métier d'agriculteur sur une petite surface. Il s'agit d'un statut juridique. Ce statut implique des cotisations à l'organisme de protection sociale des agriculteurs, la MSA.   

## Présentation

### Statistiques
Il concerne 66 114 agriculteurs français en 2019, soit 14% des agriculteurs français non salariés.  
Pour prétendre au statut, la superficie agricole doit être supérieure ou égale à un quart de la surface minimale d’assujettissement (SMA), et inférieure à une SMA entière, soit 12,5 hectares. Ce statut concerne aussi la personne exerçant une activité non salariée agricole requérant un temps de travail au moins égal à 150 heures et inférieure à 1 200 heures par an, et dont les revenus générés par cette activité sont inférieurs à 800 SMIC horaires,,,.
Pour les apiculteurs, ce statut s'applique pour ceux possédant de 50 à 199 ruches, au delà, il est considéré comme agriculteur

### Usages
Cette situation permet notamment aux retraités agricoles de continuer à exercer leur métier afin d'en obtenir un complément de revenu, ou à des personnes ayant une petite surface de pouvoir commercialiser leurs produits. Ce statut est aussi utilisé par des maraîchers en permaculture, qui travaillent des petites surfaces à la main,.

### Limites du statut
Ce statut limite l'accès aux droits tels que la retraite et la maladie, seul l'accident du travail est couvert. Ainsi, l'existence de ce statut fait débat. C'est pourquoi un syndicat agricole (la confédération paysanne) demande que les agriculteurs installés soient reconnus comme des paysans de plein droit,.